# Orphninotrichia squamosa
Orphninotrichia squamosa är en nattsländeart som beskrevs av Wells 1999. Orphninotrichia squamosa ingår i släktet Orphninotrichia och familjen smånattsländor. Inga underarter finns listade i Catalogue of Life.